# Chepes
Chepes est, dans la mythologie égyptienne, une divinité de la justice, de la lumière et de la loi, qui a été intégrée dans le système solaire et est devenue une forme de Thot.
Il est représenté sous les traits d'un homme portant le disque solaire sur la tête et / ou le croissant lunaire ; ou encore comme un homme avec une tête faucon et le disque solaire sur la tête.
Il existe depuis la XVIIIe dynastie et son nom signifie « Auguste » ou « Vénérable ».
Il réside à Hermopolis mais n'en est pas le seigneur. En effet, on a découvert quelques textes, datés de l'époque ptolémaïque, où il figure comme père de l'ogdoade hermopolitaine.
Il est possible qu'à l'origine il fut intégré à cet ensemble cosmogonique et que, plus tard, elle fut directement liée au Soleil.
Il était l'un des quatorze kas de Rê, c'est-à-dire une des quatorze forces employées dans la création et qui forment ce dieu.